# ハーディ (駆逐艦・3代)
|          | |
| 艦歴     | |
| 発注     | |
| 起工     | 1935年5月30日 |
| 進水     | 1936年4月7日 |
| 就役     | 1936年12月11日 |
| その後   | 1940年4月10日に戦没 |
| 除籍     | |
| 性能諸元 | |
| 排水量   | 基準：1,455トン |
| 全長     | 337 ft (103 m) o/a |
| 全幅     | 34 ft (10 m) |
| 吃水     | 12.75 ft (3.89 m) |
| 機関     | アドミラリティ式重油専焼水管缶 3基 パーソンズ式ギアード・タービン2基 2軸推進、34,000 hp （30 MW）                          |
| 最大速力 | 36ノット (66.7 km/h) |
| 航続距離 | 5,530海里/15ノット |
| 乗員     | 175名 |
| 兵装     | Mark IX 4.7in（120mm） 単装砲 5基 12.7mm 4連装機銃 2基 533mm 4連装魚雷発射管 2基 爆雷 20発 爆雷投射機 2基 爆雷投下軌条 1軌 |

ハーディ (HMS Hardy, H87) は、1936年進水のイギリス海軍の駆逐艦。H級駆逐艦の嚮導艦。艦名の由来はトマス・ハーディ海軍中将。

## 艦歴
1935年5月30日起工。1936年4月7日進水。1936年12月11日竣工。
1939年9月に第二次世界大戦が始まったとき、「ハーディ」はマルタにあった。10月、「ハーディ」はシエラレオネのフリータウンへ移り、K部隊とともに南大西洋でドイツの通商破壊艦捜索に従事した。12月17日に「ハーディ」と駆逐艦「ホスタイル」、「ヘレワード」、「ヘイスティ」は巡洋戦艦「レナウン」、「アーク・ロイヤル」、軽巡洋艦「ネプチューン」と合流。リオデジャネイロで給油後、ラプラタ沖海戦で損傷しモンテビデオに入港していたドイツ装甲艦「アドミラル・グラーフ・シュペー」が脱出を試みた場合に備えてラプラタ川河口へと向かった。
1940年1月25日から2月12日までデボンポートで整備。完了後、スコットランドのグリーノックへ移り船団護衛に従事。3月9日にスカパ・フローで本国艦隊の第2駆逐艦戦隊に編入されその旗艦となった。
4月6日、第2駆逐艦戦隊はノルウェーのヴェストフィヨルドへの機雷敷設に向かう第20駆逐艦戦隊を護衛した。これは、ナルヴィクからドイツへの鉄鉱石輸送妨害を目的とした作戦であった（ウィルフレッド作戦）。ドイツ軍による侵攻がまだ始まる前であった4月8日朝に機雷敷設は行われ、それから巡洋戦艦「レナウン」およびその護衛と合流した。
1940年4月10日、ノルウェーのオフォトフィヨルドでの第1次ナルヴィク海戦でドイツ駆逐艦と交戦し戦没。